# Irno Lubke
Irno Lubke (Encantado, 23 de dezembro de 1934 – Carazinho, 23 de maio de 1969), foi um futebolista brasileiro que atuava como goleiro.

## Carreira
Como amador, passou pelo São José de Lageado e Gloria antes de ser revelado profissionalmente pelo Veterano de Carazinho em 1957.
Posteriormente, jogou pelo Cruzeiro-RS e Santos, onde chegou em 1960 comprado por 1 milhão de cruzeiros e jogou ao lado de Pelé.
Em 1961, foi oferecido ao Santa Cruz, junto de Ney, em troca de Gildo, mas o negócio não aconteceu.
Ainda em 1961, chegou ao Grêmio, estreando em 30 de julho contra o Rio-Grandense de Rio Grande, no Estádio Torquato Pontes, pelo Campeonato Gaúcho. Ficou no clube até março de 1963, totalizando 45 aparições pelo clube.
Encerrou a carreira no EC Pelotas, onde atuou entre 1964 e 1965, foi campeão citadino e é considerado um grande ídolo.
Irno também fez 3 partidas pela Seleção Brasileira, durante o Campeonato Panamericano de 1960, do qual foi vice-campeão.

### Títulos
Santos
- Campeonato Paulista: 1960, 1961
- Taça Brasil: 1961

Grêmio
- Campeonato Gaúcho: 1962
- Campeonato Sul-Brasileiro: 1962

Pelotas
- Campeonato Citadino de Pelotas: 1965
- Copa Waldemar Fetter: 1965